# Sorry Not Sorry
 (juillet 2022).
Singles de Demi Lovato
Instruction
(2017)
Sorry Not Sorry est une chanson de l'artiste américaine Demi Lovato sorti le 11 juillet 2017 sous les labels Island Records, Safehouse Records, Republic Records et Hollywood Records. C'est le premier single de son sixième album. Elle a été écrite par Demi Lovato elle-même, Oak Felder, Sean Douglas, Trevor Brown et William Zaire Simmons et est produite par Oak Felder.
Son plus grand record au Billboard Hot 100 était détenu par ses chansons Heart Attack et Skyscraper pour lesquelles elle s'est classée à la dixième place. Sorry Not Sorry est parvenu à atteindre la neuvième, la huitième et enfin la sixième place de ce classement, devenant sa chanson la mieux classée à ce jour.

## Clip vidéo
Le clip est sorti le 19 juillet 2017 et est dirigé par Hannah Lux Davis. Paris Hilton, Wiz Khalifa et Jamie Foxx font une apparition. Après 24 heures, il dépasse les 8 millions de vues sur la plateforme, et près du triple après six jours. À ce jour, il a été visionné plus de 515 millions de fois.